# Kysucké Nové Mesto
Kysucké Nové Mesto (prononciation slovaque : [ˈkɪsut͡skɛː ˈnɔvɛː ˈmɛstɔ], allemand : Kischützneustadt ou Oberneustadl, hongrois : Kiszucaújhely) est une ville de la région de Žilina en Slovaquie.
Ville fondée en 1325 par Charles Robert d'Anjou, roi de Hongrie, elle est située à 10 km au nord de Žilina sur les rives de la Kysuca.

## Démographie

### Évolution de la population
| Année:               | 1994.  | 2004.   | 2014.   | 2024.   |
| -------------------- | ------ | ------- | ------- | ------- |
| Nombre de personnes: | 16 165 | 16 501  | 15 431  | 14 306  |
| Différence:          |        | +2,07 % | -6,48 % | -7,29 % |

| Année:               | 2023.  | 2024.   |
| -------------------- | ------ | ------- |
| Nombre de personnes: | 14 380 | 14 306  |
| Différence:          |        | -0,51 % |